# 大宮神社 (盛岡市)
大宮神社（おおみやじんじゃ）は、岩手県盛岡市鎮座の神社である。大宮神楽、多賀神楽で知られる。

## アクセス
- JR東日本IGRいわて銀河鉄道盛岡駅東口13番のりばより岩手県交通バス利用。
  - 「[501]　羽場線」、「[502][503][504]　本宮線」に乗車し、｢大宮神社前」下車。徒歩2分。

## 社名
「大宮」とは、当神社そのものを指し示す言葉であり、字（あざ）名の由来でもある。大字名の「本宮」は旧村名「本宮」から来ているが、水害による移転にともなう、元来の大宮があった場所（元宮）がその語源である。

## 歴史
延暦年間（782-806年）、滝沢郷の高丸という者が朝命に背いたため、桓武天皇の勅命により坂上田村麻呂が征討に向かい、同21年（802年）にこれを平定、以後岩手郡中野郷に高見館を築いて本城とし、次子綾田麿をこれに置くとともに、当地鎮護の神として伊勢神宮の内外両宮の分霊を勧請したが、当神社はその外宮を「大宮豊受神社」と称したのに始まると伝えられる。また、平安時代に桓武天皇が造立を命じた陸奥国最北の城柵である志波城の鬼門鎮護の神社でもあるという。鈴木氏が代々司る。
明治になって現社名に改称し、郷社に列した。なお、一時盛岡市仙北町の高屋稲荷神社が移転されたが、同神社は故地に復祀されている。
平民宰相と呼ばれた原敬の生家に近く、原も度々訪れている。

## 文化財
（括弧内は指定の種別と年月日）

### 盛岡市指定
- 鰐口1口（有形文化財（工芸）、昭和41年（1966年）10月18日）
- 多賀神楽絵額（たがかぐらえがく）12面（有形民俗文化財、昭和58年8月1日）
- 大宮神楽（無形民俗文化財、昭和46年4月6日）
- 樅（天然記念物、昭和47年11月22日）